# Rundfunkjahr 1990
Liste der Rundfunkjahre

◄◄ | ◄ | 1986 | 1987 | 1988 | 1989 | Rundfunkjahr 1990 | 1991 | 1992 | 1993 | 1994 | ► | ►►

Weitere Ereignisse

## Allgemein
- Das ARPANET wird außer Betrieb genommen. Damit verliert das Internet seinen ursprünglichen militärischen Zweck und ist von nun an auch außerhalb von universitären und militärischen Einrichtungen verfügbar.
- 1. Januar – Aufschaltung des ARD/ZDF-Videotextes
- 25. Juni – Apple stellt seinen QuickTime Player für Multimediaanwendungen vor.
- 13. Juli – In Wien wählt das ORF-Kuratorium Gerd Bacher zum Generalintendanten des ORF. Bacher tritt somit die Nachfolge von Teddy Podgorski an.
- 10. August – Mittels Standleitung zwischen der Universität Wien und dem internationalen Forschungszentrum CERN wird Österreich erstmals an das weltweite Internet angeschlossen.[1]
- 22. August – Die von Burda herausgegebene Programmzeitschrift TV Spielfilm erscheint erstmals.
- 2. Oktober – Vertragsabschluss zur Gründung des deutsch-französischen Kulturkanal ARTE
- 3. Oktober – Deutsche Wiedervereinigung
- 15. Dezember – DFF 1 stellt die Ausstrahlung seines Programms ein, die bisherigen Frequenzen erhält die ARD und sendet darüber das Erste Deutsche Fernsehen. Lediglich im Rahmen der werktäglichen Regionalprogramme verbreitet der DFF weiterhin von 17:25 bis 19:57 Uhr ein eigenes Programmfenster auf diesen Frequenzen. Über die Frequenzen des DFF 2 sendet fortan die DFF-Länderkette, in welchem u. a. Programminhalte vom bisherigen DFF 1 und DFF 2 zusammengefasst wurden.

## Hörfunk
- Februar – Der Hessische Rundfunk startet in seinem 2. Programm mit Chippie ein eigenes Computermagazin.
- 31. März – Sendestart von Radio CD International. Der Sender strahlt als Privatradio sein Programm von Bratislava aus nach Österreich ab, wo aufgrund der gesetzlich festgelegten Monopolstellung des ORF als einziger Hörfunkanbieter privater Rundfunk verboten ist.
- April – Der Informationssender Radio DDR I wird in Radio Aktuell umbenannt.
- April – hr3 stellt seine wöchentliche Morgenmeldung über den aktuellen Viehbestand der Schlachthöfe Frankfurt, Wiesbaden und Darmstadt ein. Die „Viehauftriebszahlen“ gehörten als Service für die Fleischeinkäufer und Metzgereien des Umlandes zum langjährigen festen Bestandteil des Programms.[2]
- 1. April – Mit Radio Duisburg startet der private lokale Hörfunk in Nordrhein-Westfalen.
- 1. April – Der DDR-Jugendsender DT64 nimmt seinen 24-Stunden-Betrieb auf.
- 30. April – Das vierte Hörfunkprogramm des SFB wird in den Jugendsender Radio 4U umgewandelt.
- Mai – Radio DDR II und Stimme der DDR, der ehemalige Propagandasender des Rundfunks der DDR, werden im neuen Sender DS Kultur zusammengefasst.
- 21. Mai – Antenne Niedersachsen, heute Hit-Radio Antenne, geht erstmals auf Sendung.
- 22. August – Start von Echo Moskwy, der erste nicht-staatliche Hörfunksender der Sowjetunion.
- 2. Oktober – Radio Berlin International stellt sein Programm ein.

## Fernsehen

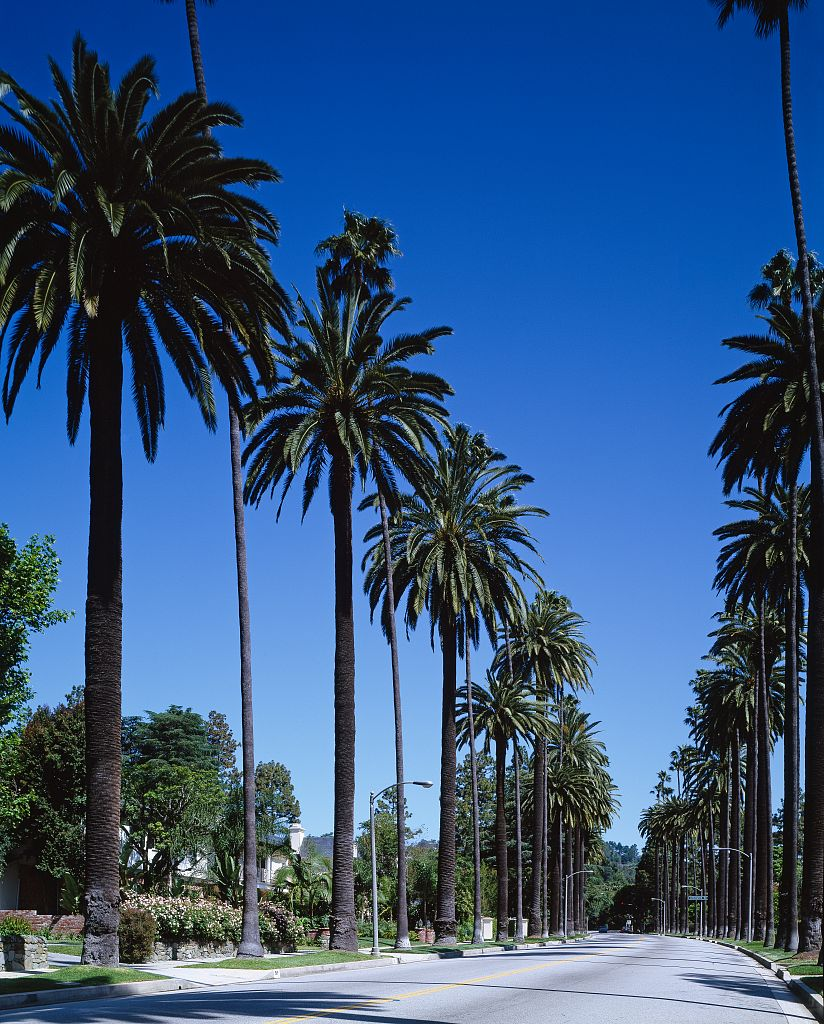
Die US-amerikanische Jugendserie Beverly Hills, 90210 hat den exklusiven kalifornischen Prominentenwohnort als Namens- und Kulissengeber

- 1. Januar – Der britische Sender ITV strahlt die erste Folge von Mr. Bean aus.
- 2. Januar – Die brasilianische Telenovela Das Recht zu lieben ist erstmals in deutsche Erstausstrahlung im Ersten Deutschen Fernsehen zu sehen.
- 9. Januar – Im ZDF ist die englische Serie Auf den Spuren von Sherlock Holmes zu sehen.
- 13. Januar – Im ZDF ist die 20-teilige amerikanische Serie Der Mann vom anderen Stern erstmals zu sehen.
- 16. Januar – Im ZDF ist die deutsche Urlaubsserie Hotel Paradies nur mit 27 Folgen zu sehen.
- 18. Januar – Pro7 zeigt Roseanne.
- 21. Januar – Die erotische Spielshow Tutti Frutti ist erstmals im Abendprogramm bei RTLplus zu sehen.
- 21. Januar – Premiere der Reihe MTV Unplugged. Als erste Band treten Squeeze auf.
- 26. Januar – Die US-Comedyserie Golden Girls wird erstmals vom Ersten Deutschen Fernsehen ausgestrahlt.
- 28. Februar – Die US-Nostalgieserie Wunderbare Jahre hat bei RTLplus Premiere.
- 4. März – Das Fernsehen der DDR (DDR-FS) wird in Deutscher Fernsehfunk (DFF) rückbenannt. (Der Name war bis Februar 1972 in Gebrauch gewesen.)
- 5. März – Lizenzerwerb von Premiere für ein kulturelles Informations- und Unterhaltungsprogramm.
- 7. März – Das Erste Deutsche Fernsehen zeigt für alle Zuschauer Wie Hund und Katze.
- 11. März – Im ZDF geht erstmals Der Millionenerbe auf Sendung.
- 12. März – Bei RTLplus ist die Show Sterntaler zu sehen.
- 13. März – Auf ZDF startet erstmals für Kinder Minty und die Monduhr.
- 21. März – RTLplus zeigt für die Zuschauer erstmals Das Model und der Schnüffler.
- 26. März – Das Erste Deutsche Fernsehen strahlt für Kinder Boing aus.
- 28. März – Das ZDF übernimmt erstmals Der Nachtfalke.
- 2. April – Pro7 zeigt erstmals Murphy Brown.
- 4. April – Die erste Sendung des Reportagemagazins stern TV, moderiert von Günther Jauch, wird auf dem Privatsender RTL live übertragen.
- 5. April – Das Fernsehen der DDR steigt neben dem ZDF, dem SRG SSR und dem ORF als vorübergehend vierte Anstalt im Kulturprogramm 3sat ein.
- 22. April – Die US-Zeichentrickserie Die Feuerstein Kids wird erstmals gezeigt bei RTLplus.
- 23. Mai – Der zweite Kanal des rumänischen Fernsehens TVR 2 geht nach rund fünfjähriger Pause wieder auf Sendung.
- 26. Mai – Auf FOX ist die letzte Folge der Fernsehshow Tracey Ullman Show zu sehen.
- 26. Mai – Im ZDF ist die englische Serie Geliebtes Land erstmals zu sehen.
- 18. Juni – Die US-Serie Mein lieber John ist erstmals im ZDF zu sehen.
- 24. Juni – Die 26-teilige Abenteuerserie aus China Der Traum der Roten Kammer ist erstmals im Ersten Deutschen Fernsehen zu sehen.
- 2. Juli – Beginn der 14-teiligen Miniserie Doc Elliot bei Pro7.
- 7. Juli – Bei RTLplus ist die englische Märchengeschichtenserie Märchen aus aller Welt zu sehen.
- 15. Juli – Im Ersten Deutschen Fernsehen ist Alles Paletti in deutscher Erstausstrahlung zu sehen.
- 21. Juli – Die US-Zeichentrickserie Teenage Mutant Ninja Turtles ist erstmals bei RTLplus zu sehen.
- 28. Juli – Die US-Zeichentrickserie C.O.P.S. ist zum ersten Mal bei RTLplus zu sehen.
- 18. August – Die US-Zeichentrickserie Scooby Doo, wo bist du? wird erstmals gezeigt bei RTLplus.
- 31. August – Das Erste Deutsche Fernsehen zeigt die erste Folge der Serie Baywatch – Die Rettungsschwimmer von Malibu im deutschsprachigen Fernsehen.
- 1. September – Auf RTLplus startet die Abenteuerserie Im Land der Saurier.
- 3. September – RTLplus zeigt den Zuschauern die Spielshow Riskant!.
- 6. September – Im ZDF ist Die Jörg Knör Show erstmals im Fernsehen zu sehen.
- 9. September – Die Homevideosendung Bitte lächeln wird erstmals gezeigt bei Tele 5.
- 15. September – Start von TV4, dem größten privaten Fernsehsender Schwedens.
- 20. September – Das ZDF übernimmt erstmals Unter einem Dach.
- 23. September – Die US-amerikanische nichtkommerzielle Fernsehkette PBS zeigt die erste von neun Folgen der von Ken Burns produzierten und gestalteten Dokumentarserie The Civil War über den Sezessionskrieg. Die Reihe wird vielfach ausgezeichnet, unter anderem mit dem Emmy und ist 1992 auch im deutschen Fernsehen zu sehen.
- 25. September – Wie gut, dass es Maria gibt wird erstmals vom ZDF ausgestrahlt.
- 4. Oktober – Auf FOX hat die Jugendserie Beverly Hills, 90210 Premiere.
- 6. Oktober – Pro7 zeigt erstmals Peyton Place.
- 7. Oktober – Das Erste Deutsche Fernsehen zeigt erstmals für alle Zuschauer Privatdetektiv Harry McGraw.
- 13. Oktober – Im ZDF ist erstmals Alfred J. Kwak zu sehen.
- 15. Oktober – Bei Tele 5 ist die Spielshow Stadt Land Fluß zu sehen.
- 20. Oktober – Tele 5 zeigt erstmals Yellowthread Street.
- 22. Oktober – Die US-Krimiserie 21 Jump Street wird erstmals für alle Zuschauer gezeigt bei RTLplus.
- 10. November – Auf ZDF feiert die fünfminütige Knettrickserie Pingu ihre Premiere.
- 28. November – Auf Sat.1 ist erstmals Booker zu sehen.
- 1. Dezember – Auf RTLplus starten die US-Zeichentrickserien The Amazing Spider-Man und Spider-Man und seine außergewöhnlichen Freunde.
- Dezember – Der US-Ableger des Musiksenders MTV boykottiert das Musikvideo zu Madonnas Justify My Love wegen der darin enthaltenen expliziten Darstellungen sexueller Praktiken wie Sadomasochismus.
- 16. Dezember – West 3 strahlt die erste Folge der Comedyreihe Schmidteinander aus.
- 31. Dezember – Der spanisch-deutsch-italienisch-französische Spielfilm für Kinder Der Teufel und seine zwei Töchter ist erstmals im ZDF zu sehen.

## Geboren
- 30. Januar – Jake Thomas, US-amerikanischer Schauspieler (Matthew McGuire in der Fernsehserie Lizzie McGuire), wird in Knoxville (Tennessee) geboren.
- 1. Mai – Caitlin Stasey, australische Schauspielerin (Nachbarn), wird in Melbourne geboren.
- 15. Juni – Eva Schulz, deutsche Journalistin, Fernsehmoderatorin und Webvideoproduzentin, wird in Borken geboren.
- 31. Oktober – Liv Lisa Fries, deutsche Schauspielerin, wird in Berlin geboren.
- 21. November – Nikolai Gemel, österreichischer Schauspieler (Mitten im 8en, tschuschen:power), wird in Wien geboren.
- 1. Dezember – Pila Bossmann, deutsche Meteorologin und Journalistin, wird in Heidelberg geboren.

## Gestorben
- 22. Januar – Gerhard Klarner, ZDF-Nachrichtensprecher, stirbt 62-jährig in Wiesbaden.
- 1. Februar – Roman Brodmann, schweizerischer Dokumentarfilmer, stirbt 69-jährig in Basel.
- 13. Februar – Heinz Haber, deutscher Physiker, Schriftsteller und Fernsehmoderator, stirbt 76-jährig in Hamburg. Haber trug durch zahlreiche Fernsehsendungen (Was sucht der Mensch im Weltall) und Buchreihen (Was ist was) seit den 1950er Jahren zur populärwissenschaftlichen Verbreitung von Kenntnissen der Astrophysik, der Raumfahrt sowie der Kernenergie bei.
- 12. April – Luis Trenker, italienisch-österreichischer Alpinist, Autor und Filmregisseur, stirbt 97-jährig in Bozen. Trenker wurde dem deutschsprachigen Fernsehpublikum durch die 1959 bis 1973 ausgestrahlte Serie Luis Trenker erzählt bekannt.[3]
- 5. Mai – Walter Bruch, deutscher Fernsehpionier, stirbt 82-jährig in Hannover.
- 16. Mai – Jim Henson, US-amerikanischer Regisseur und Fernsehproduzent, stirbt 53-jährig in New York City. Henson wurde vor allem als Schöpfer der Muppets bekannt.
- 21. Juni – Lucy Millowitsch, deutsche Schauspielerin und Leiterin des Millowitsch-Theaters, stirbt 84-jährig in Köln. Sie wurde bundesweit vor allem durch die zahlreichen Fernsehübertragungen aus ihrem Theater bekannt.
- 14. Juli – Walter Sedlmayr, deutscher Volksschauspieler (Franz Josef Schöninger in der Unterhaltungsserie Polizeiinspektion 1), stirbt 64-jährig in München.
- 15. Juli – Norbert Pawlicki, österreichischer Pianist und Komponist, stirbt 67-jährig in Wien. Pawlicki spielte jahrzehntelang das Musikprogramm der Sonntagvormittagsmatinee Was gibt es Neues? live ein.
- 7. September – Alan J. P. Taylor, britischer Historiker, stirbt 84-jährig in London. Taylor wandte sich als aktiver Pazifist in eigenen Radiosendungen energisch gegen die britische Teilnahme am Koreakrieg und war ab den 1950er Jahren einer der ersten Fernsehhistoriker in Großbritannien, die einem breiten Publikum vertraut wurden. Zuletzt war er 1985 in der Serie How Wars End zu sehen.
- 29. Oktober – Lis Böhle, deutsche Mundart- und Hörspielautorin, stirbt 89-jährig in Troisdorf.
- 18. November – Wolfgang Büttner, deutscher Schauspieler, Hörspiel- und Synchronsprecher, stirbt 78-jährig in Gauting-Stockdorf bei München.
- 24. November – Helga Feddersen, deutsche Volksschauspielerin (Ein Herz und eine Seele), Drehbuchautorin (Vier Stunden von Elbe 1) und Komikerin, stirbt 60-jährig auf Föhr.
- 24. November – Arnold Marquis, deutscher Synchronsprecher, stirbt 69-jährig in Berlin.